# Tukan obrovský
Tukan obrovský (Ramphastos toco) je pták z čeledi tukanovití s typickým zavalitým tělem a s dlouhým, mohutným a barevným zobákem. Je to největší ze všech 37 druhů tukanů.

## Výskyt
Vyskytuje se ve Střední a Jižní Americe. Zde obývá hlavně nížinné a horské lesy, a také savany států Mexiko, Brazílie a Argentina. Tukani žijí většinou v párech nebo tvoří malé skupiny. V zajetí, především v zoologických zahradách, je chován často. Jen málo zoologickým zahradám se je však podařilo rozmnožit. V ČR byla tou první Zoologická zahrada Hodonín.

## Popis
Dorůstá délky kolem 60 cm, zobák může být dlouhý až 19 cm. Barva peří je černá, jen na prsou, krku a kořeni ocasu je čistě bílá (na krku a prsou je u některých jedinců světle žlutý nádech). Kolem očí je zbarven do žluta. Zobák hraje všemi možnými odstíny žluté a oranžové, špička zobáku je černá. Podle posledních výzkumů tukan svůj velký zobák používá k regulaci teploty. V době námluv přináší sameček ve svém zobáku samičce pěkně vybarvený a zralý plod (většinou nějaké bobule nebo jiné ovoce), který sám vybere, a tím si ji získá.Tukani jsou největšími šplhavci na světě. Nejsou moc dobří letci, na zemi i po větvích se pohybují poskakováním.

## Potrava
Živí se hlavně různými plody, bobulemi a ovocem, občas si potravu zpestří bezobratlými živočichy či drobnými obratlovci. Potravu získávají jak na stromech, tak i na zemi a používají k tomu i svůj dlouhý zobák.

## Rozmnožování
Spí v dutinách starých stromů, kde také klade samice vejce. Mláďata jsou většinou dvě, výjimečně čtyři. Líhnou se po 18 denní době inkubace. V hnízdě zůstávají mláďata dalších asi 7 týdnů. Nejdříve je rodiče krmí šťávou z plodů, postupně přecházejí na pevnou potravu. Tukani se mohou dožít i 15 let.

## Zajímavosti
V přírodě je místním obyvatelstvem uctíván a spojován se zlými duchy. Díky velké spotřebě potravy vyprodukují hodně trusu.